# Major Béla
Major Béla (1842. március 10. – Pest, 1872. április 7.) királyi táblai fogalmazó, író, műfordító.

## Élete
Középiskoláit és az egyetemet végezve, Pesten maradt mint gyakornok a királyi táblánál, majd fogalmazó lett; de e mellett igen sokat írt és fordított a fővárosi hírlapok számára s a Családi Körnek segédszerkesztője is volt. Ennyi szellemi munka megtörte gyenge szervezetét és 1872. április 7-én meghalt Pesten.
Beszélyei, cikkei a Családi Körben (1861-től beszélyek, 1863. Emich Gusztáv, Remellay Gusztáv, 1865. Álmos Munkács alatt, és utolsó hátrahagyott beszélye 1872. 26. sz. Szerencse szekere); a Széchenyi Emlékkönyvben (1861. Fény és árny, tört. beszély); a Hölgyfutárban (1863-64. beszélyek); a M. Ember Könyvtárában (IV. 1863. A gyapot történetéből); a Koszorúban (1864-65. beszélyek); a Vasárnapi Ifjuságban (1864-65. Egy nóta meséje); a Felvidékben (1865. genrekép); a Pesti Hölgydivatbanlapban (1865. beszély); a Fővárosi Lapokban (1865-66. beszélyek); a Nefelejtsben (1866. beszély); a Képes Világban (1869. beszély); a Figyelőben (1871. beszély).

## Munkái
- A magány óráira. Beszélygyűjtemény. Pest, 1865.

### Műfordításai
- A pokol torka. Regény. Dumas Sándor után ford. Uo. 1869. Két kötet.
- Szerelmi perpatvarok. Bibra lovag regénye. Ford. Uo. 1872. Három kötet. (A Családi Kör Könyvtára 4.)